# 키라 쇼타
키라 쇼마(일본어:  雲母 翔太, 1994년 5월 8일 ~ )는 일본의 배우, 모델, 각본가, 연출가이다. 홋카이도 하코다테시 출신이다.